# Socjotopografia
Socjotopografia - dyscyplina historii, zajmująca się lokalizacją domostw poszczególnych grup społeczno-zawodowych na obszarach miejskich.